# كريم باري
كريم باري (بالإنجليزية: Karim Bare)‏ (مواليد 28 أكتوبر 1983) هو سبّاح نيجيري، مثّل بلاده في الألعاب الأولمبية الصيفية 2000.

## روابط خارجية
كريم باري على موقع الاتحاد الدولي للسباحة (الإنجليزية)
- كريم باري على موقع أوليمبيديا (الإنجليزية)